# Tannenkopf
Der Tannenkopf ist ein 226,2 m ü. NHN hoher Berg im Messeler Hügelland am nördlichen Rand des Odenwalds, ca. 1,5 km nördlich von Roßdorf im südhessischen Landkreis Darmstadt-Dieburg. Der Berg liegt in der Waldgemarkung Roßdorf und ist stark bewaldet. Nördlich des Tannenkopfs befindet sich das Schloss Einsiedel. Am Südrand des Berges verläuft die B 26. Westlich des Tannenkopfs befindet sich das Naturschutzgebiet Scheftheimer Wiesen mit der Menhiranlage von Darmstadt. Nordwestlich des Berges befindet sich die Grube Prinz von Hessen. Auf dem Gipfelplateau des Tannenkopfs stehen zwei Windkraftanlagen.

## Toponyme
1. undatiert: Tannenkopf
2. heute: Tannenkopf

## Etymologie
Die vorhandenen Belege gehen teils auf Althochdeutsch tanna, teils auf mittelhochdeutsch tan „Wald, Tannenwald“ und mittelhochdeutsch tanne „Tanne, Fichte, Kiefer“ zurück, das wahrscheinlich selbst eine Zugehörigkeitsbildung zu tan ist.
In der Neuzeit geriet Tann als eigenständige Bildung in Vergessenheit.
Die verschiedenen alten Namen wurden alle an das Bedeutungsfeld von Tanne angeschlossen.
Die vorhandenen Belegreihen wechseln daher zwischen den beiden Wörtern.
Im Plural Tannen sind beide Namen nicht voneinander zu trennen.
In der südhessischen Mundart wird Tanne als Bezeichnung für verschiedene Nadelhölzer verwendet.
Welcher Baum im Einzelnen gemeint ist, ist auch bei den sicheren Tannen-Belegen im Regelfall nicht feststellbar.